# César Leyva
César Leyva (Tijuana, Baja California, 5 de agosto de 2000) es un futbolista mexicano que se desempeña en la posición de centrocampista en el Dorados de Sinaloa de la Liga de Expansión MX.

## Trayectoria

### Club Tijuana
Debutó profesionalmente el día sábado 8 de enero de 2022 en la derrota por 2-0 del Club Tijuana ante el Club Deportivo Cruz Azul, partido correspondiente a la primera jornada del Grita México Clausura 2022.

### Dorados de Sinaloa
El 24 de mayo de 2022 se hace oficial su incorporación a los Dorados de Sinaloa.

## Estadísticas
Actualizado al último partido jugado el 7 de noviembre de 2024.
| C. Tijuana · México                 |               |               |    |   |   |   |   |    |    |   |
| 1ª                                  | 2022          | 3             | 0  | - | - | - | - | 3  | 0  |   |
| Total club                          | Total club    | 3             | 0  | 0 | 0 | 0 | 0 | 3  | 0  |   |
| Dorados · México                    |               |               |    |   |   |   |   |    |    |   |
| 2ª                                  | 2022-23       | 27            | 1  | - | - | - | - | 27 | 1  |   |
| 2ª                                  | 2023-24       | 17            | 1  | - | - | - | - | 17 | 1  |   |
| 2ª                                  | 2024-25       | 5             | 0  | - | - | - | - | 5  | 0  |   |
| Total club                          | Total club    | 49            | 2  | 0 | 0 | 0 | 0 | 49 | 2  |   |
| Total carrera                       | Total carrera | Total carrera | 52 | 2 | 0 | 0 | 0 | 0  | 52 | 2 |
| (1)Incluye datos de la Copa México. |               |               |    |   |   |   |   |    |    |   |

## Vida personal
Es hermano del también futbolista Christian Leyva.